# Tim Kliphuis

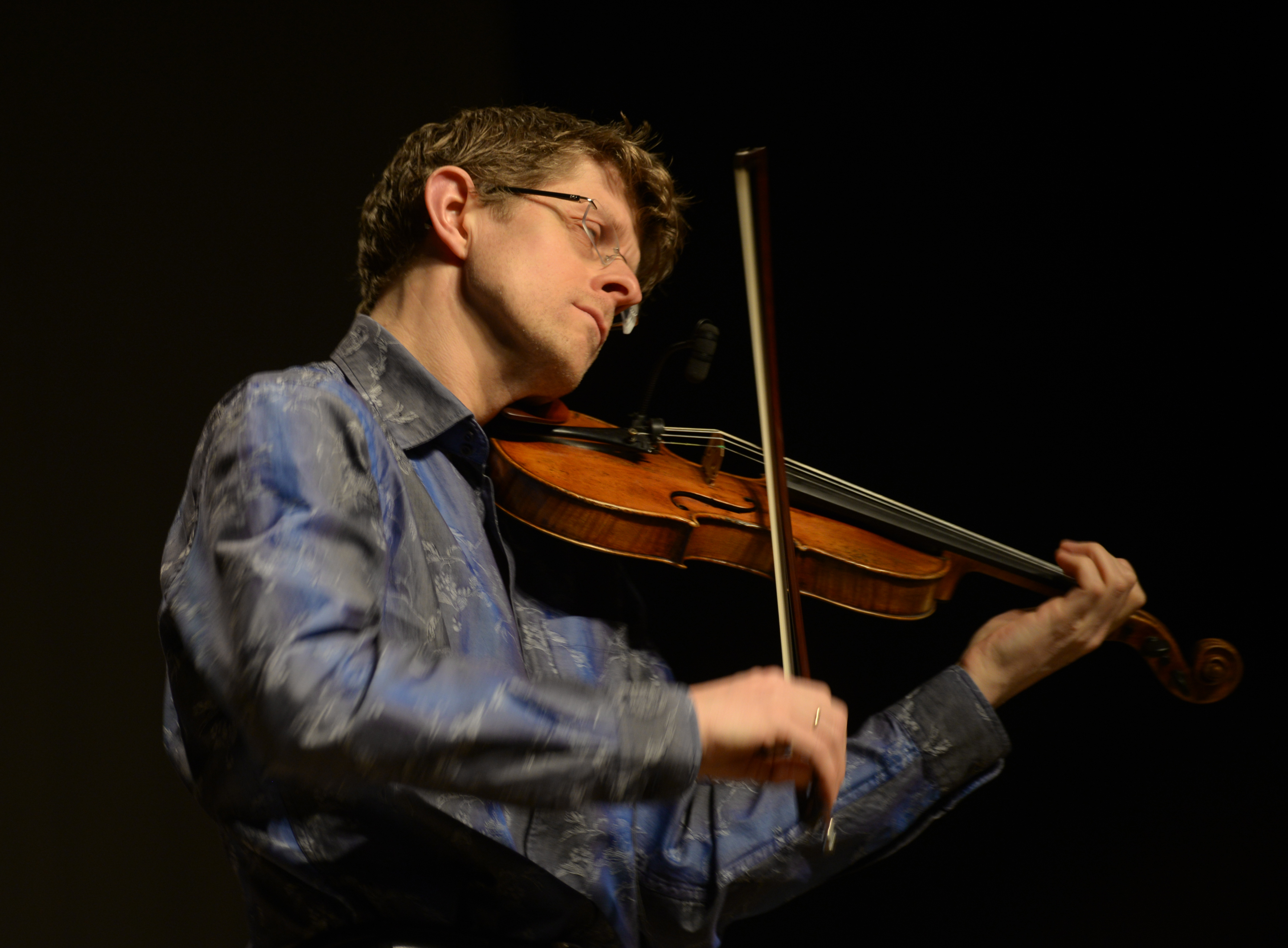
Tim Kliphuis (2015)

Tim Kliphuis (* 30. September 1974 in Utrecht) ist ein niederländischer Geiger, der Gypsy-Jazz mit klassischer und Weltmusik fusioniert.

## Leben und Wirken
Kliphuis studierte klassische Geige am Conservatorium van Amsterdam; 1999 wurde er Mitglied der Band von Fapy Lafertin, mit dem er drei Alben einspielte und international tourte.
Kliphuis begann 2004 seine Solokarriere; beim Djangofest 2004 nahm er mit Angelo Debarre auf. Dann konzertierte er mit Martin Taylor, Paulus Schäfer, Richard Galliano und den Folkmusikern Frankie Gavin und Charlie McKerron. Er trat in der Folge sowohl im Concertgebouw und bei Folkfestivals wie Celtic Connections auf. 2006 legte er ein Album mit klassischen Salonstücken vor, Swingin’ Through the Classics. Mit dem The Rosenberg Trio spielte er 2008 das Album Tribute to Stéphane Grappelli ein. Weiterhin trat er mit Bob Wilber, Les Paul, Bucky Pizzarelli, Herb Geller, Alan Barnes, Jay Ungar, Evan Price, Boulou Ferré, Samson Schmitt und Wawau Adler auf.
Im Trio mit dem Gitarristen Nigel Clark und dem Kontrabassisten Roy Percy entstand bei einem Konzert in Glasgow 2013 The Grappelli Album. 2015 führte Kliphuis seine jazzorientierte Version von Vivaldis Die vier Jahreszeiten, Reflecting the Seasons, erstmals in Amsterdam auf (eine Aufnahme erschien 2016 bei Sony Classical). 2018 folgten Aufnahmen seiner Adaptionen der Brandenburgischen Konzerte Bachs und sein eigenes Violin Concerto in d Minor.
Kliphuis komponierte für unterschiedliche Orchester. Weiterhin kuratierte er zuerst 2015, dann 2017 das Fiddles on Fire Festival, bei dem Geiger aus unterschiedlichen Genres aufeinander trafen. Ferner ist er auf dem Album Django Chanté des Orkest Polytour und der DVD Composition des Trains von Elastic Jargon zu hören.
Kliphuis verfasste das Lehrbuch Stéphane Grappelli Gypsy Jazz Violin (Mel Bay, 2008). 2012 folgte sein Buch Grappelli Licks (Lowland Publications), dann das Lehrbuch Improvisation for Strings. A Practical Guide for Classic Players. Zwischen 2012 und 2017 wirkte er als Professor für Jazzvioline am Konservatorium Tilburg. Seit 2015 lehrt er am Konservatorium Amsterdam.

## Diskographische Hinweise
- 2001: Fapy Lafertin Quintet & Tim Kliphuis: Fleur d’ennui (Timeless)[1]
- 2004: Angelo Debarre with Tim Kliphuis Live at Djangofest Northwest (Gypsy Jazz)
- 2005: The Grappelli Tribute (Robinwood, mit Len Skeat, Mitch Dalton, James Pearson)
- 2007: Swingin’ the Classics (Robinwood)
- 2008: Rosenberg Trio & Tim Kliphuis: Tribute to Stéphane Grappelli (FM Jazz)
- 2010: Acoustic Voyage (Lowland)
- 2012: Tim Kliphuis & Paulus Schäfer Trio: Rock Django (Lowland, mit Daniël Rosenberg, Noah Schäfer)
- 2013: Tim Kliphuis Trio: The Grappelli Album (Lowland)
- 2015: Tim Kliphuis Sextet: The Hilversum Sessions (Lowland)
- 2016: Tim Kliphuis Trio & Orchestra: Reflecting the Seasons (Sony Classical)
- 2018: Tim Kliphuis, Nigel Clark, Roy Percy & Orchestra: Concertos (Sony Classical)

## Einzeleinträge
1. 1 2  Rick Anderson: Fine and Dandy: Review. Allmusic, abgerufen am 29. August 2020.
2. ↑  Sue Wilson World Fiddle Night Review, The Scotsman 20. Januar 2011. Abruf am 29. August 2020
3. ↑  Peter Anick: Kliphuis' Grappelli Book Review (Djangobooks)

| Personendaten    | Personendaten                                 |
| ---------------- | --------------------------------------------- |
| NAME             | Kliphuis, Tim                                 |
| KURZBESCHREIBUNG | niederländischer Geiger (Gypsy-Jazz, Klassik) |
| GEBURTSDATUM     | 30. September 1974                            |
| GEBURTSORT       | Utrecht                                       |